# 阿土寶螺
阿土寶螺（学名：Cypraea artuffeli）为寶螺科寶螺屬下的一个种。